# Zehendermätteli

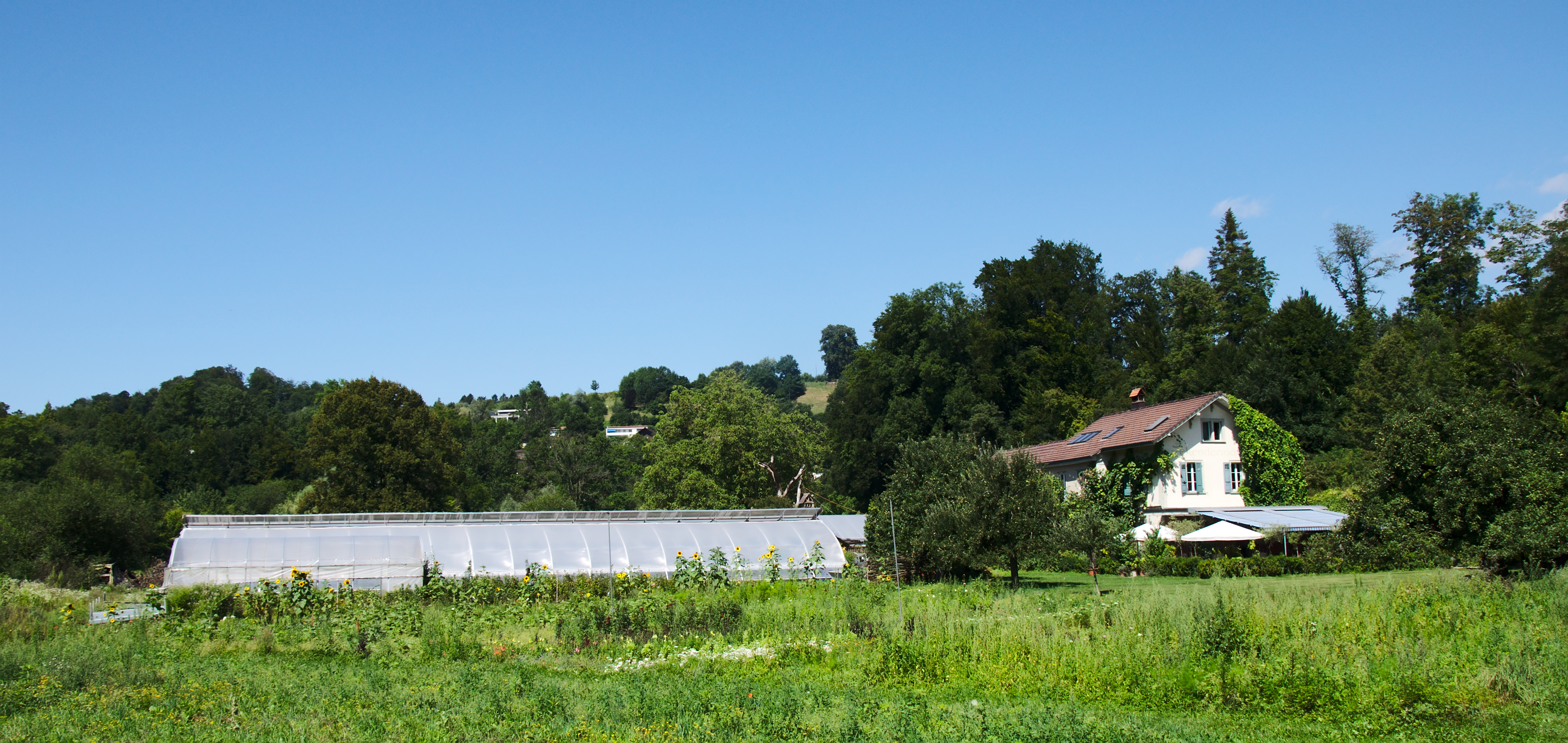
Gärtnerei und Restaurant

Das Zehendermätteli (auch Zehndermätteli oder berndeutsch Zehendi) ist ein Ort im Norden des Stadtgebiets von Bern. Es liegt im Nordwesten der Engehalbinsel und gehört zum Stadtteil Länggasse-Felsenau.

## Geografie
Das Zehendermätteli befindet sich auf flachem Grund in einer Schleife der Aare mit 300 Metern Durchmesser, gegenüber von Bremgarten. Der Ort liegt am Rand eines 4 Hektaren grossen offenen Geländes auf der sonst bewaldeten nördlichen Engehalbinsel. Er ist erreichbar von Bremgarten mit einer Überfahrt mit der Fähre Zehendermätteli–Bremgarten oder von der Engehalbinsel über die Reichenbachstrasse.
Direkt nördlich vom Ort befindet sich der sogenannte «Keltenwall», ein gradliniger 300 m langer Wall keltischen Ursprungs.
Der Ort besteht aus wenigen Gebäuden. Es gibt ein Restaurant, eine Gärtnerei und ein Gewächshaus.

## Geschichte
Seit der Wende zum 19. Jahrhundert heisst das Gebiet nach den beiden letzten Amtsinhabern vor 1798, Ludwig Emanuel und Emanuel Zehender. Das heutige Landhaus datiert aus der zweiten Hälfte des 18. Jahrhunderts, wurde später aber mehrfach umgebaut. Die Wirtschaft, ursprünglich eine Sommer-Kaffeewirtschaft, besteht seit  1814.
2021 sanierte die Burgergemeinde Bern die Gebäude und verpachtete das Gelände neu an ein Projekt mit sozialer und ökologischer Ausrichtung.